# ビューティフル・デイ (映画)
『ビューティフル・デイ』（原題: You Were Never Really Here）は、2017年のアメリカ合衆国・イギリス・フランスのネオ・ノワール犯罪スリラー映画。監督はリン・ラムジー、主演はホアキン・フェニックスが務めた。本作はジョナサン・エイムズが2013年に発表した同名の短編小説を原作としている。邦題のビューディフル・デイは劇中のニーナの台詞（It's a beautiful day.）から取られたものである。
本作は第70回カンヌ国際映画祭のコンペティション部門に出品され、上映後には7分間にも及ぶスタンディングオベーションが発生するほどの高評価を得た。本作は最高賞であるパルム・ドールこそ逃したが、男優賞（フェニックス）と脚本賞（ラムジー）を受賞した。
なお、本作の日本語字幕は金関いなが担当した。

## ストーリー
退役軍人のジョーはFBI捜査官として働いていたが、PTSDと鎮痛剤への依存が原因で職を辞さなければならなかった。その後、彼は行方不明の女児を捜す仕事で生計を立てつつ、ニューヨークで老母と一緒に暮らしていた。
シンシナティから帰宅したジョーは仕事を仲介したエンジェルから報酬を受け取ると、雇い主であるジョン・マクリアリーが会いたいと言っていると伝えらえる。ジョーはマクリアリーの下へ向かう。マクリアリーはアルバート・ヴォット上院議員の10代の娘ニーナの救出をジョーに依頼する。ニーナは家出してからというもの、その行方が全くつかめなかったのだが、ある日、議員の下にニーナが売春宿で働かされているという情報が入ってきたのである。議員は一刻も早く娘を救出したかったのだが、選挙中にその事実を明るみに出すわけにはいかなかった。ジョーは躊躇することなくその依頼を受けることにする。FBI時代、人身売買されている女性たちを救えなかったという経験がジョーにあったからである。ジョーは「救出したニーナを深夜のモーテルで貴方と引き合わせる」と議員に伝える。
ジョーは売春宿に張り込み、情報収集を行う。ニーナは建物の最上階にいることが判明したが、そこにたどり着くのは困難であった。しかし、ジョーは強行突破の道を選ぶ。ジョーは道中に遭遇した警備員と買春客を次々と殺していく。ニーナを救出したジョーはそのまま議員と約束したモーテルへと向かう。２人がモーテルの部屋で議員を待っていると、テレビのニュースで「ヴォット議員が自殺した」との速報が流れる。その直後、警官たちが部屋に乱入してきてニーナを連れ去っていく。彼らは汚職警官で、１人の警官がジョーの見張りにあたっていたが、ジョーはあっさりと彼を殺して脱出する。
ジョーはマクリアリーの自宅に向かったが、そこに彼の姿はなかった。銃と鍵束を持ち出したジョーがマクリアリーのオフィスに入ったところ、彼の惨殺死体を見つける。ジョーはエンジェルに危険が迫っていることを知らせようとしたが、時すでに遅かった。エンジェルは息子ともども殺害され、さらにジョーの母親も殺されてしまう。母親を殺したと見られる男から、ニーナを連れ去って関係者を殺したのはニーナを買っていたウィリアムズ州知事であると聞き出す。
一挙に全てを失い、自らも死のうとしたジョーであったが、彼にはまだ守るべきものがあった。それはほんの一瞬の間に芽生えたニーナとの絆である。ニーナを救出するためにウィリアムズを尾行したジョーはウィリアムズの屋敷に侵入して護衛を次々と殺していく。ところが、その先で目撃したのはニーナに喉を切られて死んでいたウィリアムズの姿であった。ニーナを連れ出したジョーはニーナとダイナーで休む。行き先のない2人だったが、「今日はいい天気」と言ってダイナーを後にする。

## キャスト
※括弧内は日本語吹替
- ジョー - ホアキン・フェニックス（綱島郷太郎）
- ニーナ・ヴォット - エカテリーナ・サムソノフ（竹村知美）
- アルバート・ヴォット州上院議員 - アレックス・マネット
- ジョン・マクリアリー - ジョン・ドーマン
- ジョーの母 - ジュディス・ロバーツ（英語版）（小若和郁那）
- 少年時代のジョー - ダンテ・ペレイラ＝オルソン
- ウィリアムズ州知事 - アレッサンドロ・ニヴォラ
- エンジェル - フランク・パンド（英語版）

## 製作・公開
2016年5月11日、リン・ラムジー監督の新作にホアキン・フェニックスが出演するとの報道があった。A24が本作の権利を購入したと報じられていたが、実際に権利を獲得していたのはアマゾン・スタジオズであった。2016年8月、本作の主要撮影がニューヨーク一帯で始まった。2017年5月2日、ジョニー・グリーンウッドが本作で使用される楽曲を手掛けることになったと報じられた。27日、ポスト・プロダクション中にも拘らず、本作は第70回カンヌ国際映画祭でプレミア上映された。

## 評価
本作は批評家から高く評価されている。映画批評集積サイトのRotten Tomatoesには176件のレビューがあり、批評家支持率は86%、平均点は10点満点で8.1点となっている。サイト側による批評家の見解の要約は「ホアキン・フェニックスの緊張感溢れる演技によって、『ビューティフル・デイ』は一層出来映えが良くなっている。同作によって、リン・ラムジー監督は現代の映画界における最もユニークな―最も妥協を許さない人でもある―才能の一人であることを証明した。」となっている。また、Metacriticには41件のレビューがあり、加重平均値は84/100となっている。